# Batrachocottus
Batrachocottus – rodzaj ryb skorpenokształtnych z rodziny Cottocomephoridae.

## Klasyfikacja
Gatunki zaliczane do tego rodzaju:
- Batrachocottus baicalensis – żabogłowacz bajkalski[3]
- Batrachocottus multiradiatus
- Batrachocottus nikolskii
- Batrachocottus talievi